# Santovka
Santovka (bis 1948 slowakisch „Santov“; ungarisch Szántó) ist eine Gemeinde im Okres Levice innerhalb des Nitriansky kraj in der Slowakei mit etwa 800 Einwohnern.

## Geographie
Die Gemeinde liegt in der Ipeľská pahorkatina (Eipel-Hügelland), welche wiederum zum Donauhügelland und damit zum slowakischen Donautiefland gehört. Sie liegt am Bach Búr, einem rechten Zufluss von Ipeľ (dt. Eipel). Santovka liegt an der Landesstraße 564 und ist 16 Kilometer südöstlich von Levice sowie 19 Kilometer nordwestlich von Šahy entfernt.
Verwaltungstechnisch gliedert sich die Gemeinde in Gemeindeteile Santovka und 1964 eingemeindeten Malinovec (bis 1948 „Maďarovce“, ungarisch Hévmagyarád).

## Geschichte
Das heutige Gemeindegebiet wurde schon in der Altsteinzeit besiedelt. Nach einer Siedlung aus der Bronzezeit ist die Maďarovce-Kultur benannt. Der Ort selbst wurde zum ersten Mal 1157 als Zanthow schriftlich erwähnt und war ein landwirtschaftliches Ort.
Santovka ist jedoch am meisten bekannt für seine Kohlethermalquellen. Obwohl schriftlich seit dem 16. Jahrhundert bekannt, erst 1742 wurde hier ein Kurort errichtet. Dank heilender Wirkungen des Sauerwassers blieb die örtliche Bevölkerung von verschiedenen Pestwellen verschont. Das Wasser war auch in Europa bekannt, was bestätigen verschiedene Auszeichnungen von Ausstellungen in Wien (1873, 1907), Berlin (1908), Budapest (1907), Madrid (1907), Triest (1882) und andere.
Heute ist die Gemeinde auch für das Mineralwasser Santovka bekannt und im Ort besteht ein Thermalbad.

## Bevölkerung
| Jahr                | 1994 | 2004    | 2014     | 2024    |
| ------------------- | ---- | ------- | -------- | ------- |
| Anzahl der Personen | 904  | 837     | 699      | 655     |
| Unterschied         |      | −7,41 % | −16,48 % | −6,29 % |

| Jahr                | 2023 | 2024    |
| ------------------- | ---- | ------- |
| Anzahl der Personen | 651  | 655     |
| Unterschied         |      | +0,61 % |